# Ocupación de Lima
La ocupación de Lima refiere a los sucesos ocurridos en la capital de Perú y sus alrededores durante el gobierno militar chileno que siguió a la derrota peruana en las batallas de Chorrillos y de Miraflores en 1881 durante la campaña de Lima, una de las fases terrestres de la Guerra del Pacífico.
La capital peruana había sido defendida por dos líneas: la de San Juan, formada por tropas del ejército del Perú y reforzada por las levas en las guarniciones de la sierra, y la de Miraflores, compuesta por reservistas civiles limeños y los sobrevivientes de la primera línea. Después de la victoria chilena en ambas líneas de defensa, el ejército de Chile ocupó los pueblos de Chorrillos y Barranco el 13 de enero de 1881 —tras la batalla de Chorrillos— y el de Miraflores el 15 de enero —tras la batalla homónima—.
Luego de ambas derrotas peruanas, y después de la huida del presidente Nicolás de Piérola a los Andes y la renuncia del ministro de Relaciones Exteriores y Culto Pedro José Calderón, el alcalde Rufino Torrico quedó como la máxima autoridad en la capital peruana cuando el ejército chileno entró en ella.
La ocupación de Lima fue el medio utilizado por el gobierno de Chile para imponer la cesión territorial de Tarapacá —después del rechazo peruano a las condiciones chilenas en la Conferencia de Arica (22-27 de octubre de 1880)—, y se prolongó desde el 17 de enero de 1881 hasta el 23 de octubre de 1883, cuando, tras la firma del Tratado de Ancón, Miguel Iglesias asumió el gobierno de Perú.

## Historia

### Antecedentes

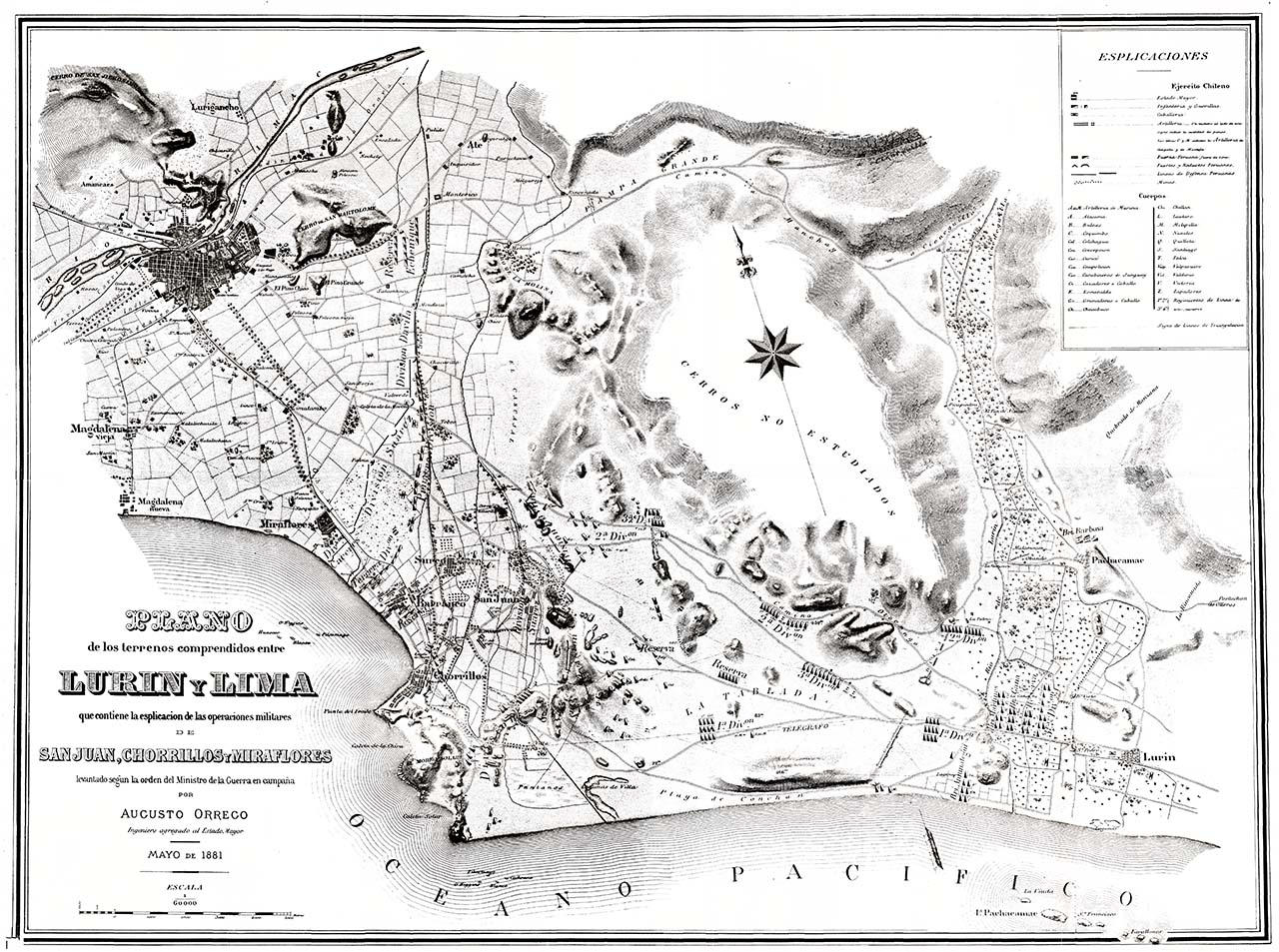
Detalle de la zona (1881)

En la década de 1880, se ubicaban en la costa cercana a Lima los pueblos de Chorrillos, Barranco y, pasando la quebrada de Armendáriz, Miraflores —todos ellos hoy forman parte de la capital peruana y de su área metropolitana, al igual que muchos otros—. Estas localidades servían para el descanso de extranjeros y peruanos pudientes. Había bodegas, centros de esparcimiento, comercios y hoteles que servían a los pobladores y visitantes, bordeados por grandes haciendas que eran campos de siembra cultivados por chinos culíes —importados desde Macao a partir de 1849 para laborar en condiciones de semiesclavitud en la agricultura de la costa peruana— y por peones limeños y andinos.
En 1881 la provincia de Lima contaba con tres rutas nacionales de trenes: la primera, llamada «Ferrocarril inglés», entre Lima y Callao (1851); la segunda, de Lima a Chorrillos (1858), pasando por Miraflores y Barranco; y la tercera, entre Lima y Chancay, pasando por Ancón (1870). El pueblo de Magdalena, entre Callao y Miraflores, había contado con línea férrea entre 1875 y 1878.
Con el estallido de la Guerra del Pacífico, la embajada italiana —así como las demás establecidas en Perú— había declarado «la más absoluta neutralidad» en dicho conflicto, añadiendo que aquellos italianos que actuaran en él lo harían sin protección del Reino de Italia. La colonia italiana residente en Perú colaboró con la colecta nacional para la guerra, y hubo peninsulares que combatieron junto con los peruanos.

#### Desembarco chileno en Pisco y Curayaco

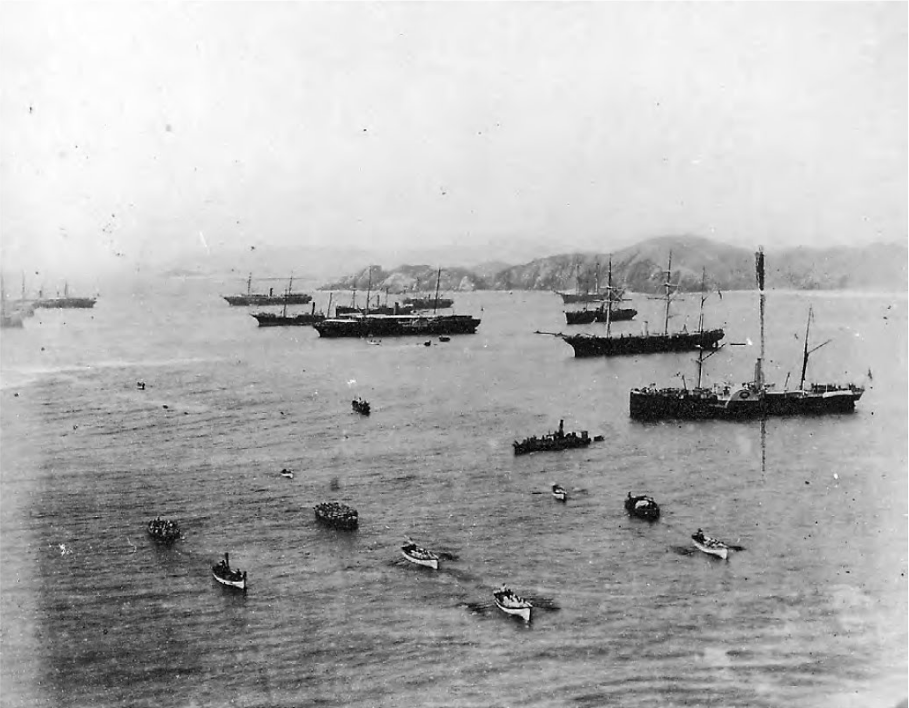
Desembarco chileno en Curayaco

A comienzos de 1881, Chile ya controlaba no solo las provincias de Tarapacá, Arica y Tacna, sino también el mar frente a las costas de Perú —el bloqueo del Callao, operación en que la escuadra chilena impidió el ingreso de buques al Callao y las caletas vecinas, había comenzado el 10 de abril de 1880—.
Bajo el mando del general Manuel Baquedano, las tropas chilenas, entre 12 000 y 13 000 hombres, habían desembarcado en Chilca y Pisco desde el 19 de noviembre hasta el 20 de diciembre de 1880 sin oposición peruana.

#### Enfrentamientos y preparativos para la defensa de Lima

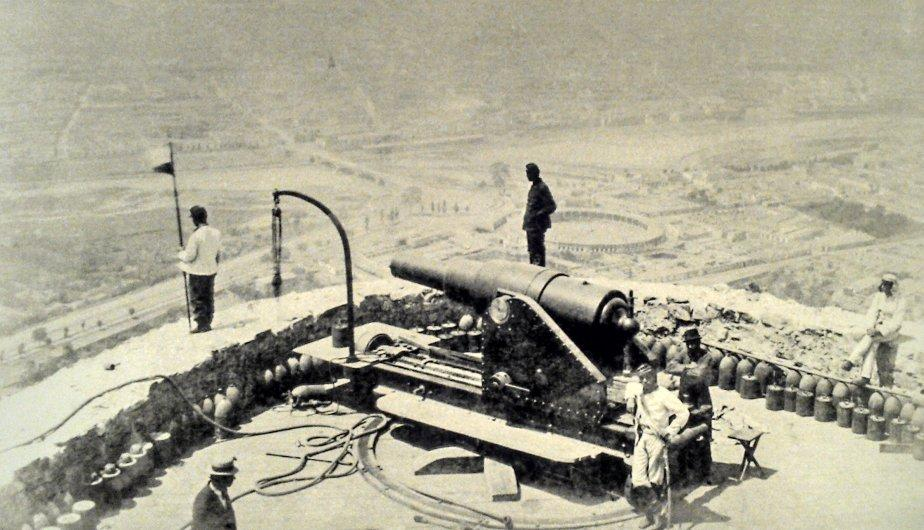
Ciudadela Piérola

Entre el desembarco chileno y el domingo 9 de enero de 1881, ocurrieron enfrentamientos en las cercanías de la capital peruana: en Yerba Buena, Bujama, El Manzano, Humay y La Rinconada de Ate.
Siguiendo la opinión de sus consejeros militares, el presidente peruano Nicolás de Piérola dividió el ejército de reserva en dos líneas de defensa al sur de Lima —esta estrategia se inspiró en guerras de la época, como la guerra ruso-turca (1877-1878), en las que se había aplicado con éxito la implementación de trincheras defendidas por infantes armados con fusiles—: la de San Juan y la de Miraflores.
Ambas líneas de defensa estaban formadas por tropas del ejército del Perú —soldados de línea que habían sobrevivido a las fases terrestres en el sur (campañas de Tarapacá y de Tacna y Arica)— y reforzadas por montoneros, llegados desde distintos puntos del país en las levas de las guarniciones de la sierra, y reservistas civiles limeños de toda clase.
Asimismo, Piérola mandó instalar baterías sobre la cima del cerro San Cristóbal para atacar desde allí al ejército chileno cuando avanzara a Lima desde el norte, como se creía —en realidad, lo hizo desde el sur—. Este emplazamiento fue construido por el ingeniero austriaco Máximo Gorbitz desde fines de diciembre de 1880 hasta comienzos de enero de 1881. La batería fue bautizada por Piérola como «Ciudadela Piérola» y nunca entró en acción.

### 13 de enero

#### Batalla de San Juan y Chorrillos y ocupación de Chorrillos y Barranco

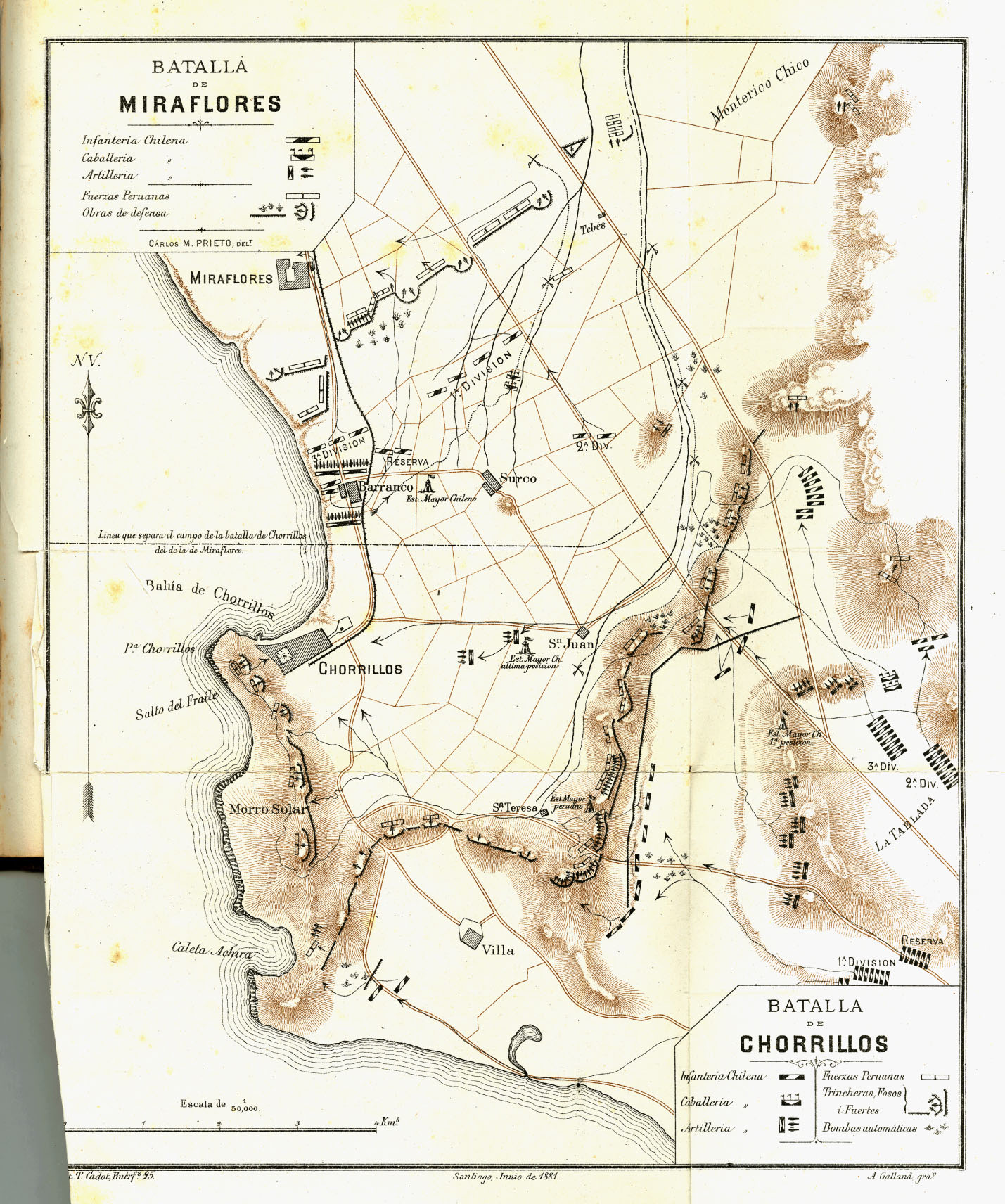
Croquis de las batallas de Chorrillos y Miraflores

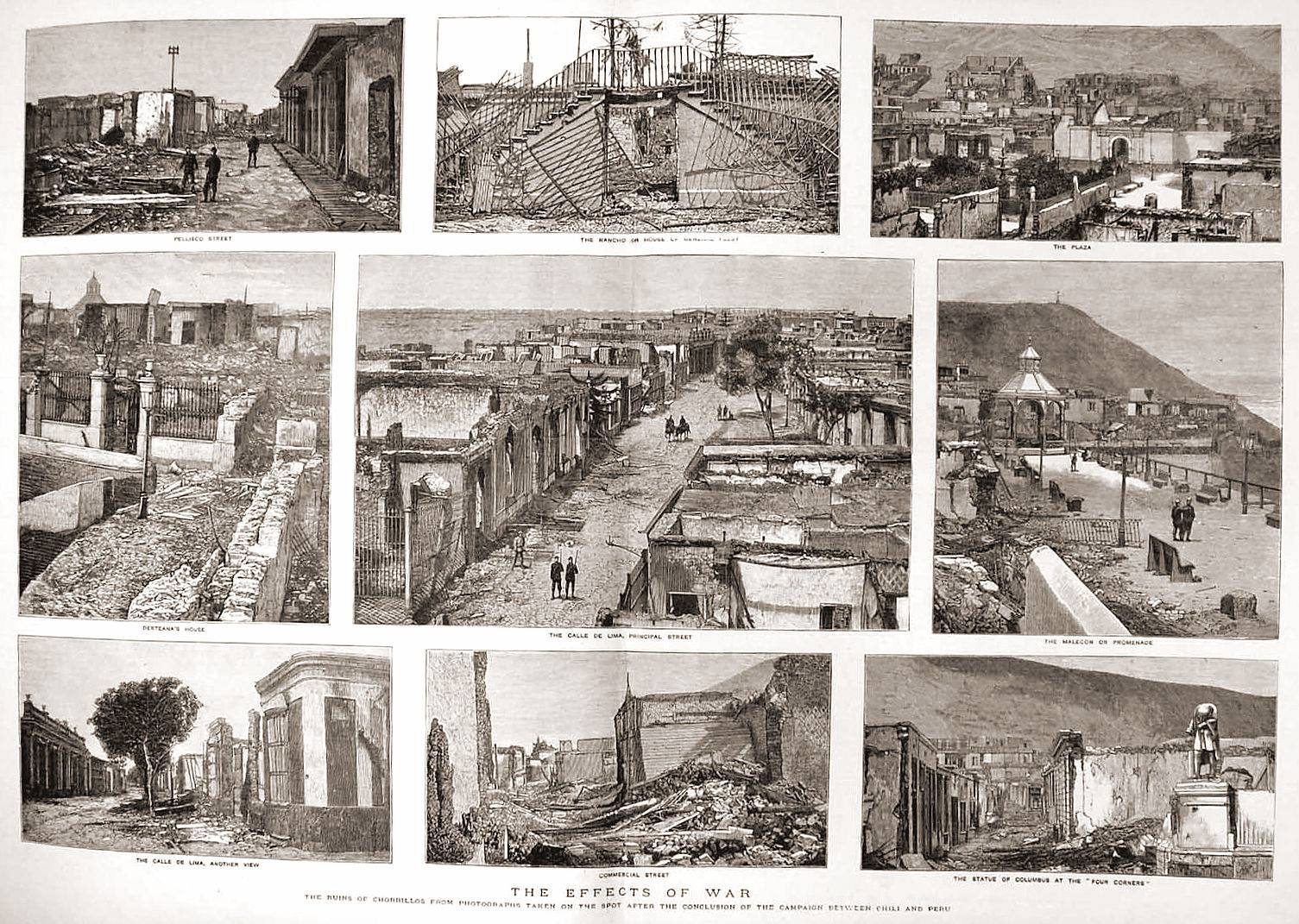
Chorrillos, los efectos de la guerra, enero de 1881

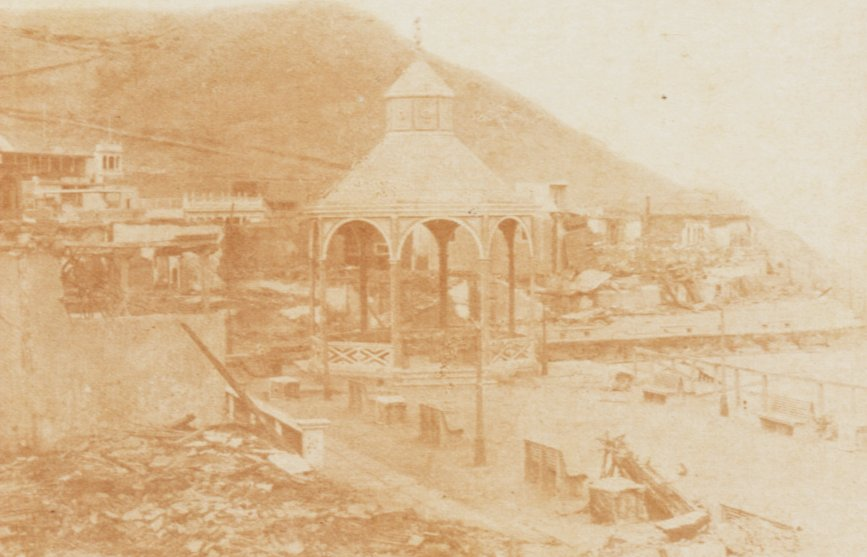
Malecón de Chorrillos, enero de 1881

El jueves 13 se produjo la batalla de San Juan y Chorrillos.

##### Los chilenos
Vencida la línea peruana en los campos de San Juan, se combatió en el Morro Solar. Vencidos allí también, los soldados peruanos se replegaron a Miraflores, donde fueron reagrupados por los coroneles Andrés Avelino Cáceres, Ramón Ribeyro y Narciso de la Colina en los reductos N.º 1 (en el malecón), N.º 2 (en Miraflores) y N.º 6 (en Surquillo).
Próximo al Morro Solar se encuentra el balneario de Chorrillos, donde luego de la batalla quedaron civiles, soldados heridos y otros defendiendo el pueblo. Al entrar en el pueblo, los soldados chilenos lo hicieron en desorden, lo que produjo combates casa por casa con los peruanos, incendiando las viviendas para sacarlos. Armado como fuerte, el Salto del Fraile también fue derrotado por los soldados chilenos.
Entre las viviendas, se encontraban bodegas de pisco, que los soldados chilenos saquearon embriagándose, con lo que todo control de mando se perdió. Se produjeron riñas y asesinatos entre los propios chilenos al pelearse por comida y licores. Todo esto conllevó al saqueo, asesinatos de civiles y violación de mujeres.

Los soldados que habían quedado dispersos [...] empezaron a llegar con jarros, caramañolas y botellas todas llenas de pisco o vino [...] otros traían quepis de soldados peruanos muertos [...] Con todo esto la algazara que se formó entre los soldados fue cundiendo a medida que iban pasando larguísimos tragos del exquisito pisco [...] En el pueblo la borrachera subió de punto. Los soldados mataban, saqueaban y bebían a discreción [...]
Desde ese puesto de avanzada sentíamos la bulla de la soldadesca ebria del infeliz pueblo de Chorrillos. El incendio parecía crecer más cada momento. Detonaciones de rifles se sentían continuamente, y eran balazos que se tiraban unos a otros. Esa fue la noche triste de Chorrillos.
Justo Abel Rosales, oficial chileno del Regimiento Aconcagua, en Mi campaña al Perú: 1879-1881, p. 35-36.

El jefe ú oficial que intentara contener a sus soldados, era victimado sin compasión. Había que dejarles que incendiaran el último rancho, que se consumiera la última botella de licor. La Reserva que fuera de Chorrillos tenían los chilenos, también se desbandaba. No podían los rotos permanecer arma al brazo cuando tan cerca tenían la remolienda, es decir, el saqueo, el incendio y el licor. Los centinelas abandonaban sus puestos. El ejército chileno no existía. Era una manada de fieras embrutecidas que rodaban por el suelo como odras llenas de alcohol. Por la noche, las llamas subían al cielo, rugían, lo devoraban todo. La gran hoguera alumbraba las más espantosas escenas que recuerda la historia de América.
Víctor Miguel Valle Riestra, oficial peruano, sub jefe del Estado Mayor del Ejército del Norte.

Tan pronto terminó la lucha, las tropas irrumpieron en las tabernas y las tiendas que vendían aguardiente, se emborracharon rápidamente y perdieron el control de sí mismos, y se dio lugar a escenas de destrucción y horror, que yo creo ha sido raramente visto en nuestros tiempos; las casas y las propiedades fueron destruidas, los hombres discutían y se disparaban entre ellos como medio de diversión, las mujeres fueron violadas, los civiles inocentes fueron asesinados. El cementerio se convirtió en un lugar en donde los soldados beodos practicaron sus orgías y hasta abrieron las tumbas para remover los cadáveres y dar paso a sus compañeros embriagados.
William A[lison]. Dyke Acland, capitán de fragata inglés, citado en Opiniones Controversiales (Borges, Palma Mariátegui).

La mayoría de las viviendas del distrito de Barranco eran propiedades de extranjeros, quienes habían huido, por lo que no hubo enfrentamientos allí. En cambio en Chorrillos, los defensores peruanos se parapetaron en cada casa, esquina y habitación, y los atacantes chilenos, con el fin de desalojarlos, prendieron fuego a las casas. Así, el fuego se extendió provocando incendios.
Esa noche el ejército chileno tuvo problemas para organizarse ante un eventual ataque de Nicolás de Piérola, cosa que no sucedió pese a que sus oficiales se lo pidieron. Sin embargo, y descontando a los soldados chilenos ebrios e indisciplinados —que no sobrepasaban el número de dos mil, según cálculos del historiador peruano Carlos Dellepiane—, el grueso del ejército chileno se hallaba alerta para responder cualquier sorpresa.

##### Los peruanos
Finalizados los enfrentamientos en San Juan, se combatió en el Morro Solar y luego en las calles de Chorrillos. Las últimas líneas peruanas dejaron el pueblo que ya había sido ocupado por las fuerzas chilenas. Un tren llegó a Chorrillos con nueva tropa peruana, pero al ver que la ciudad estaba tomada retrocedió sin producirse contienda alguna.
En su diario de campaña, el subteniente chileno Alberto del Solar recogió el relato que le habría entregado uno de los oficiales peruanos que se esforzaron por hacer de Chorrillos un punto defensivo, que estaba prisionero entre las filas chilenas y cuyo nombre omitió, que describiría la situación que se produjo allí.

Al avanzar en su relato, el joven [...] se demostraba conmovido y preocupado. ¿Habría cumplido con su deber o habría extralimitado un derecho? El lector juzgará. [...]
He aquí la narración del prisionero, cuyo nombre prometí respetar: [...]

Comenzó el combate, y después de diez horas de lucha encarnizada, Chorrillos iba ya a caer en poder de ustedes. [...] Muchos jefes nos abandonaban corriéndose hacia Lima y dejándonos sin dirección, sin órdenes, en medio de las calles de la ciudad. [...] Chilenos y peruanos penetraban en las casas, se herían mutuamente y, sedientos, se alzaban unos y otros con las botellas que al acaso hallaban a mano, bebían, vociferaban y continuaban peleando y llevando a término, más feroces aún si cabe, la obra común de exterminio, casi idéntica en el ataque y en la desesperada defensa.

Embriagados muchos de ellos por el vino, no reconocían ni respetaban jerarquía.

Los oficiales que aún quedábamos en nuestros puestos corríamos en todas direcciones y procurábamos agrupar a los que aquí y allá se repartían.

¡Tentativa vana! ¡O no lográbamos hacernos oír, o no podíamos contener a los que nos oían!

Aquellos a quienes dominaba el pánico, huían. Pero otros, embriagados, como lo he dicho ya, por el licor y por la pólvora, se habían convertido en fieras rabiosas.
Alberto del Solar, en Diario de campaña: La noche de Chorrillos.

Trece bomberos italianos fueron fusilados al tratar de combatir los incendios provocados por los atacantes chilenos para desalojar a los defensores peruanos.

### 14 de enero

#### El armisticio de San Juan
El viernes 14, el ministro chileno de guerra en campaña José Francisco Vergara envió a su secretario Isidoro Errázuriz en compañía del coronel Miguel Iglesias, quien había sido capturado por Baquedano, a dialogar con Piérola para evitar otro derramamiento de sangre. Para el armisticio se pedían los buques del Callao y el desarme de los fuertes. Piérola contestó que solo negociaría con ministros debidamente autorizados. Tras esa respuesta, Baquedano ordenó preparar la continuación de la batalla para el día 15.
Sin embargo, el intento de Vergara fue seguido con atención por el cuerpo diplomático de Lima, cuyo decano era el cónsul de Argentina y Bolivia, Jorge de Tezanos Pinto. Los diplomáticos primero hablaron con los representantes peruanos y luego solicitaron una cita con Baquedano, quien, en vista de lo avanzado de la noche, se las dio para el día siguiente.

### 15 de enero

#### Fracaso del armisticio
A las 8:00 del sábado 15 llegaron en tren a Chorrillos los cónsules Jorge de Tezanos Pinto, Spenser St. John de Gran Bretaña y M. Domet de Vorges de Francia como parlamentarios de la tregua. Su interés era salvaguardar los bienes y las propiedades de los extranjeros neutrales en Lima. Con ese mismo fin, marinos británicos e italianos desembarcaron en Chorrillos después de su ocupación por el ejército de Chile.
Los buenos oficios de los cónsules intentaron iniciar la paz; sin embargo, esto no tuvo éxito. Tras acordar de palabra no abrir fuego hasta conocer los resultados de las gestiones a mediodía, Baquedano efectuó un reconocimiento de las tropas chilenas; las fuerzas peruanas de los batallones «Marina» y «Guardia Peruana», al interpretar estos movimientos como el inicio de un ataque, violaron el armisticio y rompieron fuego.

Creemos que, como suele ocurrir generalmente en la guerra, la batalla se empeñó de un modo casual. El general Baquedano cometió la ligereza de acercarse a las líneas enemigas; uno de los generales se lo estaba advirtiendo en ese momento. La vista del numeroso grupo de oficiales debió tentar a algunos soldados [peruanos] o quién sabe si éstos pensaron que aquello era un ataque.
Teniente de marina francés E. M. Le León, agregado naval como observador neutral al Estado Mayor chileno.

#### Batalla y ocupación de Miraflores

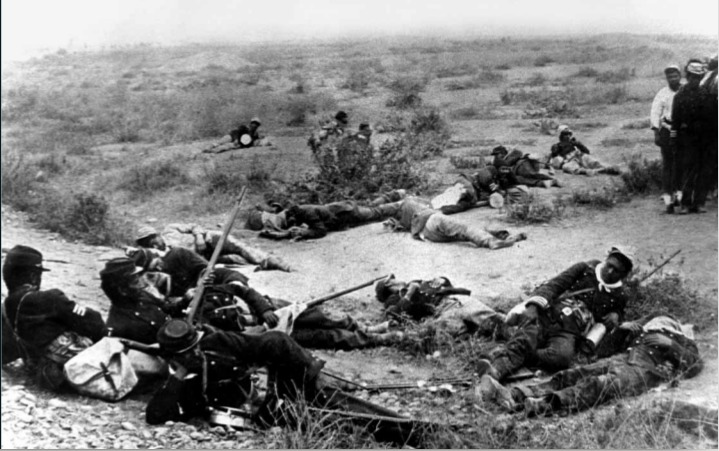
Muertos y heridos tras la batalla

Lo anterior desencadenó la batalla y, como consecuencia, antes de las 14 horas, el bombardeo de los buques chilenos a Miraflores mientras Piérola se encontraba en la casa del banquero Guillermo Shell, el alcalde miraflorino, para recibir a Jorge de Tezanos Pinto, cónsul de Argentina y Bolivia.
De los diez reductos de defensa en Miraflores, tres entraron en combate. Producida la derrota en ellos, los peruanos hicieron fuertes en las casas del pueblo y combatieron a los chilenos. Miraflores estaba minada; hubo italianos que dirigieron las minas que estallaron, sorprendiendo el paso de la tropa de Chile.
El pueblo fue incendiado y saqueado por las tropas chilenas, y bombardeado por la armada chilena para facilitar la ocupación. Los heridos fueron repasados y otros prisioneros, fusilados. Los comandantes chilenos ordenaron prender fuego a los depósitos de alcohol para evitar mayores desmanes de la tropa, pero, en el caos general, aquella orden no fue totalmente cumplida. En Miraflores, el subteniente chileno Byssivinger fue muerto por sus soldados cuando defendía la vida de un oficial peruano prisionero. El teniente coronel Baldomero Dublé Almeyda, que intentó imponer el orden a los soldados dispersos, fue herido por una bala extraviada. Los chilenos muertos fueron enterrados en tumbas cavadas por prisioneros peruanos en los cementerios que existían en el pueblo.
Terminada la batalla de Miraflores, Baquedano comunicó a Tezanos Pinto, decano del cuerpo diplomático en Lima, que debido a la violación del armisticio por los soldados peruanos había resuelto bombardear la capital peruana hasta que se rindiera incondicionalmente.
Ya en la noche, Piérola disolvió la retaguardia peruana y huyó a los Andes, con más de un centenar de oficiales, dejando el gobierno acéfalo y al vecindario de Lima sumido en el desconcierto. Piérola atribuyó la derrota a la indisciplina del ejército y a la escasez de material bélico. Renunció a la presidencia el 28 de diciembre de 1881 y partió a Europa.
Las milicias cívicas desmoralizadas aspiraban a recluirse en sus hogares después de ser desarmadas por los oficiales de la reserva. Tras los hechos ocurridos en Chorrillos, Barranco y Miraflores, cerca de 3000 limeños se refugiaron en Ancón, donde la flota neutral estaba anclada. Se izaron banderas de las naciones neutrales en las casas de extranjeros, las legaciones y los consulados que servían de refugio a cuanta gente podía y cabía.

### 16 de enero

#### Reunión con Baquedano en Chorrillos

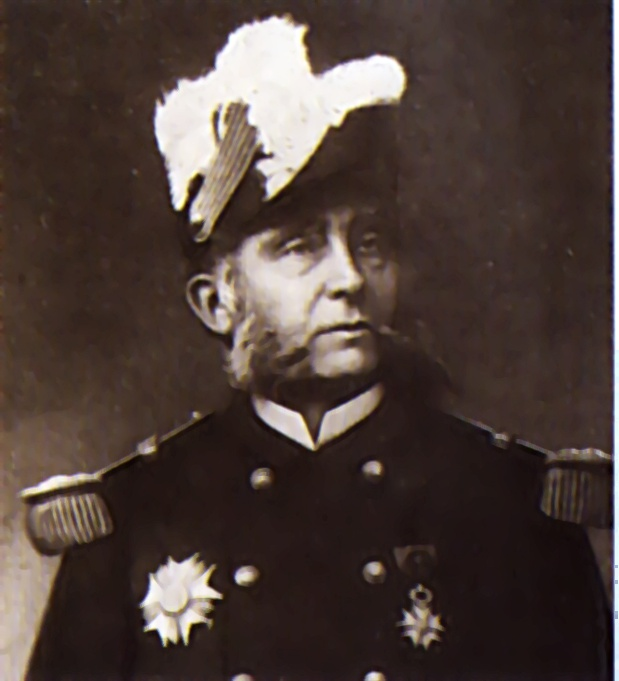
Abel Bergasse du Petit Thouars

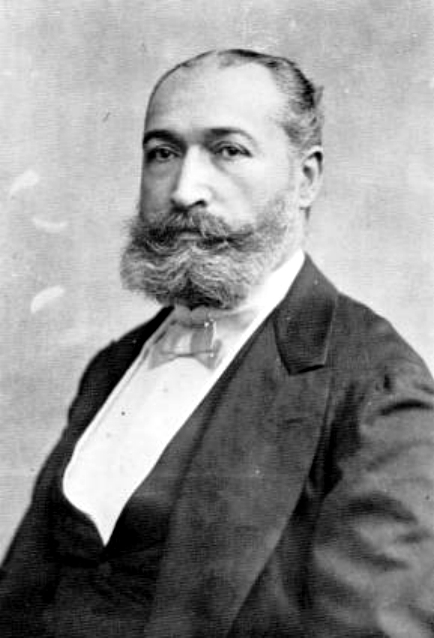
Rufino Torrico

A las 14:00 del domingo 16 en el cuartel general del ejército chileno en Chorrillos, se presentaron los siguientes dignatarios: Rufino Torrico, alcalde municipal de Lima; Spenser St. John, ministro residente de su majestad británica; M. Domet de Vorges, enviado extraordinario y ministro plenipotenciario de Francia; J. M. Stirling, almirante británico; Abel Bergasse du Petit Thouars, almirante francés; y G. Sabrano, comandante de las fuerzas navales italianas.
El alcalde de Lima hizo presente que el vecindario de Lima, convencido de la inutilidad de la resistencia de la plaza, le había comisionado para entenderse con el general en jefe del ejército chileno respecto de su entrega. En ausencia de toda autoridad gubernamental, Torrico había creído su deber, como jefe de la ciudad, solicitar que ella fuera protegida. Afirmó que él y los miembros de la «Guardia Urbana» extranjera, que había sido reorganizada esa mañana bajo las órdenes del señor Champeaux, harían todos sus esfuerzos para que no se produjera ningún acto de hostilidad contra los chilenos.
Baquedano manifestó que dicha entrega debía ser incondicional en el plazo de 24 horas, tiempo pedido por Torrico para desarmar las fuerzas peruanas que aún quedaban organizadas. Baquedano agregó que la ciudad sería ocupada por fuerzas escogidas para conservar el orden.

#### Preparativos para la ocupación

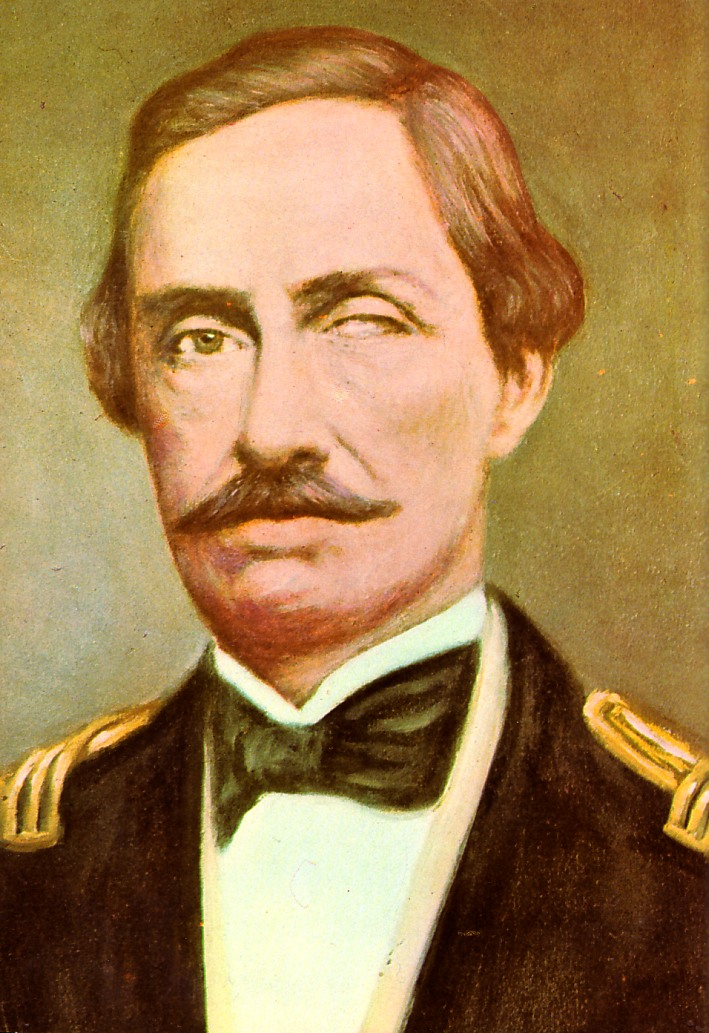
Manuel Villar Olivera

Tras la batallas de Chorrillos y Miraflores, el secretario de Marina, el capitán de navío Manuel Villar Olivera, ordenó destruir las baterías de la costa y los buques de la escuadra peruana. El prefecto y comandante de las baterías Luis Germán Astete y el capitán de navío Manuel Villavicencio se encargaron de esa labor. Las naves peruanas —entre ellas, la corbeta Unión y el monitor Atahualpa— fueron varadas, incendiadas y hundidas por los propios peruanos para evitar que cayeran en manos chilenas.
El contraalmirante chileno Galvarino Riveros señaló en un largo testimonio lo siguiente:

[...] a las 4 a. m. se notó en ese puerto que se declaraba incendio en todos los buques enemigos resguardados en la Dársena y momentos después, principió a sentirse una serie de explosiones que duró todo el día y parte del siguiente y producidas por el incendio de los polvorines de los fuertes y por las cargas de pólvora y dinamita con que el enemigo trataba de reventar sus cañones...

En la costa de Lima se encontraban los almirantes Abel Bergasse du Petit Thouars, comandante francés de la Victorieuse, J. M. Stirling, comandante británico de la fragata blindada Triumph, y G. Sabrano, comandante italiano de la Garibaldi. Preocupados por la protección de los neutrales, los almirantes firmaron una resolución llamada «Memorándum de Tallenay». En las reuniones efectuadas en el cuartel chileno en Miraflores para llevar a cabo la ocupación militar de la capital peruana, el general Manuel Baquedano se entrevistó con representantes del cuerpo diplomático y con Bergasse du Petit Thouars y Stirling.

El almirante Stirling y yo esperábamos producir sobre los chilenos cierta presión sin formular amenazas y creo que hemos estado bien inspirados [...] Lima llegó a ser salvada de una destrucción casi cierta de parte de los chilenos después de las dos batallas perdidas por Piérola: esta ciudad fue ocupada pacíficamente por los chilenos.
Abel-Nicolas-Georges-Henri Bergasse du Petit Thouars.

Bajo el amparo de los cónsules y los almirantes extranjeros, se iniciaron las conversaciones entre el general Baquedano y el alcalde Rufino Torrico con el fin de acordar la entrada del ejército chileno a la capital peruana. Baquedano pidió que Torrico desarmara primero las baterías de la «Ciudadela Piérola», ubicada en la cima del cerro San Cristóbal, para evitar combates entre peruanos y chilenos en la ciudad.

#### Entrada a Lima de Luis Astete, prefecto del Callao

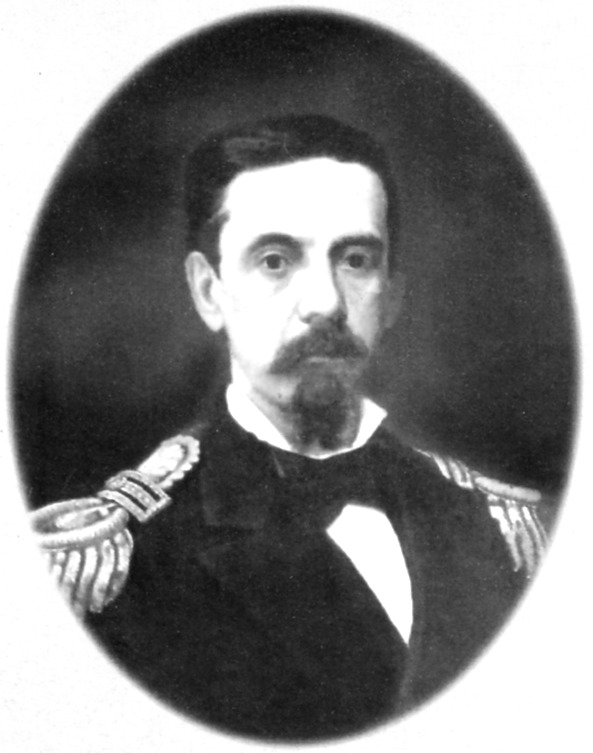
Luis Germán Astete

El domingo 16 por la tarde, llegó a Lima desde Callao el prefecto Luis Germán Astete acompañado de más de 1000 soldados. Astete abandonó la capital peruana mientras sus soldados se lanzaron al pillaje y saqueo de la ciudad. En la noche de ese mismo día, el crimen llegó a su mayor intensidad. Este hecho ha sido relatado por varios testigos, con pequeñas variaciones:
Ahumada Moreno relata:

Desde muy temprano se comprendió que el licor estaba produciendo sus efectos, y que el hecho de estar armado el populacho podía ser causa de disturbios. Nada se hizo para aprisionar a esos hombres y toda autoridad había desaparecido. A pesar de esto, nadie se imaginaba lo que sucedió después. Como al mediodía fueron abiertas y saqueadas las casas y almacenes en varios puntos de la ciudad; el número y el furor de los amotinados aumentó a causa de no haber quién pudiera contenerlos. Por la tarde ya habían sido vaciados todos los almacenes chinos de la calle de Malambo, y muchos de sus dueños habían pagado con la vida la intención de defender sus propiedades. El robo era el móvil de tanto crimen; el asesinato, el merodeo y el incendiarismo, el fin. En todas direcciones cruzaban balas de rifle y por todas partes estallaban bombas.
El coronel Astete, prefecto del Callao, trajo de ese puerto los marinos y soldados, ignorábase con qué objeto. Seguramente no fue con el de pelear, puesto que permitió a su gente que se embriagara y desbandara provista de armas. Sucedió esto como a las 7 p. m. De esa manera añadió nuevos combustibles a la hoguera del comunismo y nuevos actores que tomaron parte en el carnaval del vicio y del crimen que ya había comenzado y que esparció el terror en Lima y el Callao hasta la mañana siguiente, cuando los extranjeros de toda nacionalidad les salieron al encuentro y les revelaron su fuerza y el propósito que tenían de no dejar que continuaran los escándalos.

Carta del ciudadano británico Robert Ramsay Sturrock:

La noche del sábado pasó tolerablemente tranquila; el domingo se estaba incubando la tormenta y, durante el día, el general Astete trató de hacer una revolución en vista de que el general Suárez deseaba ceder a las condiciones de los chilenos, mientras el primero de los nombrados estaba por continuar la lucha. Trajo 1.500 soldados de Callao, pero no tuvo éxito en su decisión y a las cuatro de la tarde del domingo los soldados peruanos comenzaron el pillaje y saqueo de la ciudad....
Los soldados persiguieron principalmente a los pobres chinos, a muchos de los cuales dieron muerte, así como también a algunos almaceneros italianos....
Los incendios continuaron durante la noche y los bomberos (firemen) tuvieron que luchar con los soldados para poder extinguirlos, muriendo algunos de ellos, uno de los ingleses y algunos de los italianos.

#### Desmanes y saqueos en Lima

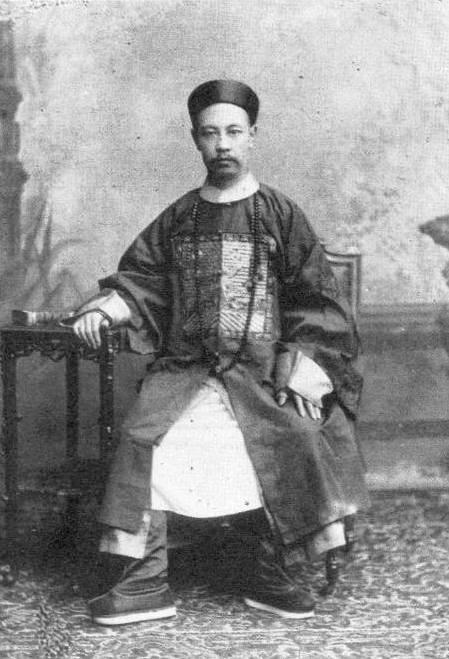
Quintín Quintana, comerciante chino que ayudó al general chileno Patricio Lynch durante la Guerra del Pacífico

A su regreso a Lima desde Chorrillos, el alcalde Rufino Torrico se encontró con los desmanes cometidos por los dispersos peruanos contra los chinos culíes y sus comercios, información que comunicó al cuerpo diplomático extranjero.
En la ciudad se encontraban tanto la retaguardia disuelta proveniente del Callao como los soldados peruanos en retirada desde Miraflores, quienes cometieron asesinatos y saqueos principalmente contra chinos culíes —los ataques y asesinatos a manos de negros y montoneros peruanos contra chinos culíes continuaron durante los siguientes meses en el Callao, Cañete y Cerro Azul; al finalizar la guerra, se contaron entre 4000 y 5000 chinos muertos—. Los ataques también se produjeron contra los comerciantes chinos que se negaron a aceptar billetes peruanos. También fueron atacados algunos extranjeros que defendían las propiedades de los chinos e intentaban salvarlas del incendio, y asaltadas las tiendas de otros extranjeros.

Millares de soldados dispersos corrían las calles tratando de reunirse para una tercera batalla, al toque de las campanas de la Catedral [...] La tropa, acosada por el hambre, quería comer en las chinganas... Ocurrió en esto que un asiático se negó a recibir en pago un de los billetes llamados incas. El celador con quien altercaba, defendiéndolas, dio muerte al celador. El muerto atrajo gente, el populacho pidió venganza, y aprovechando el cabe, se lanzó sobre las tiendas chinas de las vecindades. Bien pronto volvieron al tema del día: los chinos. Sus tiendas fueron asaltadas, robadas y quemadas muriendo entre las ruinas muchos de sus infelices propietarios.
Relato del cronista chileno Daniel Riquelme.

[E]l domingo 16 [... e]l saqueo de tiendas, zapaterías y depósitos empezó muy temprano en algunas calles. En la muy extensa de Malambo, donde abundan negros y mulatos, hubo violencia desde las tres de la tarde; en el centro de la ciudad, desde las 5. Los depósitos de víveres robados fueron muy pocos: de chinos muy pobres, de algunos italianos. Los ricos almacenes de mercaderías asiáticas de las calles de Espaderos, Melchor Malo y Bodegones; algunos establecimientos europeos de ropa hecha y todas las tiendas y casas ricas de préstamos asiáticas  de Zavala, Albaquitas, Paz-Soldán, Capón, Hoyos, Mercedarias y otras, fueron atacadas en la noche, antes de que las colonias extranjeras pudieran organizarse y prestar importantes servicios que salvaron la capital.
Los ladrones invadían las calles por todas partes y en grupos que vitoreaban al Perú y a Piérola, sin acordarse para nada de los chilenos, se dirigían a las calles escogidas que eran designadas a gritos por la turba. A las 8 de la noche un tiroteo nutridísimo se oía en toda la ciudad. Al principio fueron disparos hechos contra las cerraduras, para forzar las puertas, o lanzados en todas direcciones como medio de intimidación. Pero desde las 10 se trabó combate que, en distintas partes, defendían las puertas de sus casas y tiendas desde los techos.
Pero aún no había llegado el momento solemne del incendio con que los malvados apoyaron la perpetración de sus crímenes. Ese pueblo de Lima, tan encomiado por su prensa, «cuyos pechos y cadáveres —decía— formarían una valla infranqueable para el invasor»; esos soldados que habían huido ante el enemigo, entraron a la capital a incendiar, a robar y a asesinar en sus hogares a los más laboriosos e indefensos de sus confiados huéspedes.
Relato del ciudadano colombiano Vicente Holguín.

Este saqueo se habría producido como reacción al apoyo que un grupo de chinos culíes dio a las fuerzas chilenas —incluso se extendió el rumor de que espías culíes en Lima habrían facilitado información a los chilenos, indicándoles las rutas convenientes para la toma de la ciudad; sin embargo, esto último no se ha demostrado—. Cuando el ejército de reserva peruano ocupó su puesto en Miraflores, Lima quedó sin guarnición, pues incluso la Guardia Civil fue enviada al frente, lo que habría dejado campo abierto para que se produjeran dichos desmanes.
Para detener estos desmanes y evitar otros, el alcalde Torrico entregó armas al jefe de bomberos del muelle Dársena, el señor Champeaux, para que formara una «Guardia Urbana» —conformada por bomberos extranjeros pertenecientes a las compañías «Roma», «France» y «Británica Victoria»— que tuvo como objetivo resguardar la ciudad y desarmar a los dispersos y bandoleros peruanos que atacaban a los comerciantes chinos y extranjeros, y asaltaban sus tiendas.

Muy laudables fueron los esfuerzos y la abnegación con la que la mayor parte de los extranjeros salvaron Lima. Las bombas francesa, inglesas e italianas, servidas por sus respectivas colonias y apoyadas por las demás, luchaban contra el incendio bajo el fuego de los que huyeron ante los chilenos.
Nada más horroroso que el siniestro cuadro que Lima ofrecía esa noche [...] Ahí estaba Lima incendiada por sus propios hijos.
Relato del ciudadano colombiano Vicente Holguín.

Los incendios continuaron durante toda la noche y los «bomberos» tuvieron que luchar con los soldados para poder extinguirlos, muriendo algunos de ellos, uno de los ingleses y algunos de los italianos. Como el desorden continuaba en la mañana, Mr. Champon, el Jefe de la «Guardia Urbana» [...] resolvió tomar cartas en el asunto y dispuso que la Guardia saliera [...] y se la puso a trabajar fusilando en la forma más deliberada a los soldados, sin ofrecer cuartel [...] Mataban soldados por decenas y todos los voluntarios demostraron una mortífera puntería sin jamás errar en el blanco. La Guardia Italiana, en la parte baja de la ciudad, mató a un gran número, teniendo en un caso que cargar a la bayoneta, sufriendo, me parece, la pérdida de algunos de sus hombres [...U]na gran fuerza [se dirigió] hacia el San Cristóbal y tomo posesión de la batería, afortunadamente sin oposición. Esta clase de cosas no fue del agrado de los soldados, pues pronto desaparecieron todos ellos y por la noche la ciudad se encontraba de nuevo tranquila.
Carta del ciudadano británico Robert Ramsay Sturrock.

La Guardia Urbana extranjera restauró el orden en la capital peruana y, por esta acción, las señoras de Lima condecoraron a los integrantes de la guardia con una medalla.

### 17 y 18 de enero

#### Ocupación de Lima y Callao

##### Restauración del orden en Lima

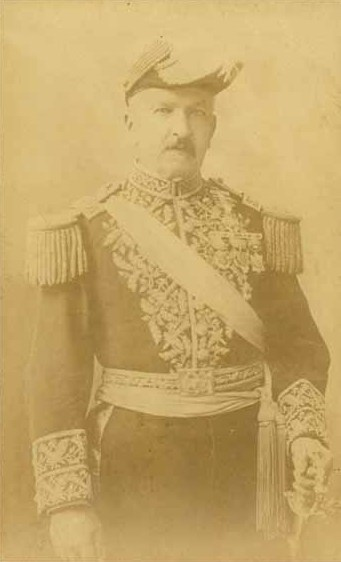
Manuel Baquedano

El lunes 17 por la mañana, los extranjeros organizaron una guardia de orden que se batió con la soldadesca y el pueblo hasta imponerse. Esto se logró al mediodía por las patrullas organizadas por las colonias extranjeras, que sostuvieron cruentos combates callejeros y procedieron al fusilamiento de cerca de 700 saqueadores. Los mismos desórdenes que ocurrieron en Lima sucedieron en Callao, donde los comerciantes europeos se armaron y tuvieron que batirse con los fugitivos peruanos del campo de batalla. Entre tanto, los soldados chilenos estaban en sus campamentos. 
A pedido del cuerpo diplomático extranjero, el alcalde Rufino Torrico envió al general en jefe del ejército chileno Manuel Baquedano la siguiente carta (ortografía original):

Municipalidad y Alcaldía de Lima

Lima, Enero 17 de 1881

Señor General

A mi llegada ayer a esta capital, encontré que gran parte de las tropas se habían disuelto, y que había un gran número de dispersos que conservaban sus armas, las que no había sido posible recoger. La guardia urbana no estaba organizada todavía y no se ha organizado ni armado hasta este momento; la consecuencia, pues, ha sido que en la noche los soldados, desmoralizados y armados, han atacado las propiedades y vidas de gran número de ciudadanos, causando pérdidas sensibles con motivo de los incendios y robos consumados.

En estas condiciones, creo de mi deber hacerlo presente a V. E. para que, apreciando la situación, se digne disponer lo que juzgue conveniente.

He tenido el honor de hacer presente al Honorable Cuerpo Diplomático, esto mismo, y ha sido de opinión que lo comunique a V. E. como lo verifico.

Con la expresión de la más alta consideración, me suscribo de V. E. su atento y seguro servidor.

R. Torrico

Al señor General en Jefe del Ejército chileno.- Miraflores.
Carta de Rufino Torrico, alcalde de Lima, al general en jefe del Ejército chileno Manuel Baquedano.

Después de la petición del alcalde de Lima, el general Baquedano dispuso la ocupación de la ciudad por una división del ejército al mando del general Cornelio Saavedra, nombrado gobernador militar de Lima. La restauración del orden en la capital peruana por la Guardia Urbana extranjera posibilitó el ingreso ordenado del ejército chileno en la ciudad.
Ese mismo día el estadounidense Paul Boyton, contratado por Piérola como mercenario para hundir con torpedos los blindados Cochrane y Huáscar y el transporte Amazonas, fue capturado por las tropas chilenas. Se hizo conocido como «el hombre torpedo» y escapó el 14 de abril de 1881, cuando ya había sido juzgado y sentenciado a muerte.

##### Ingreso del ejército de Chile a Lima

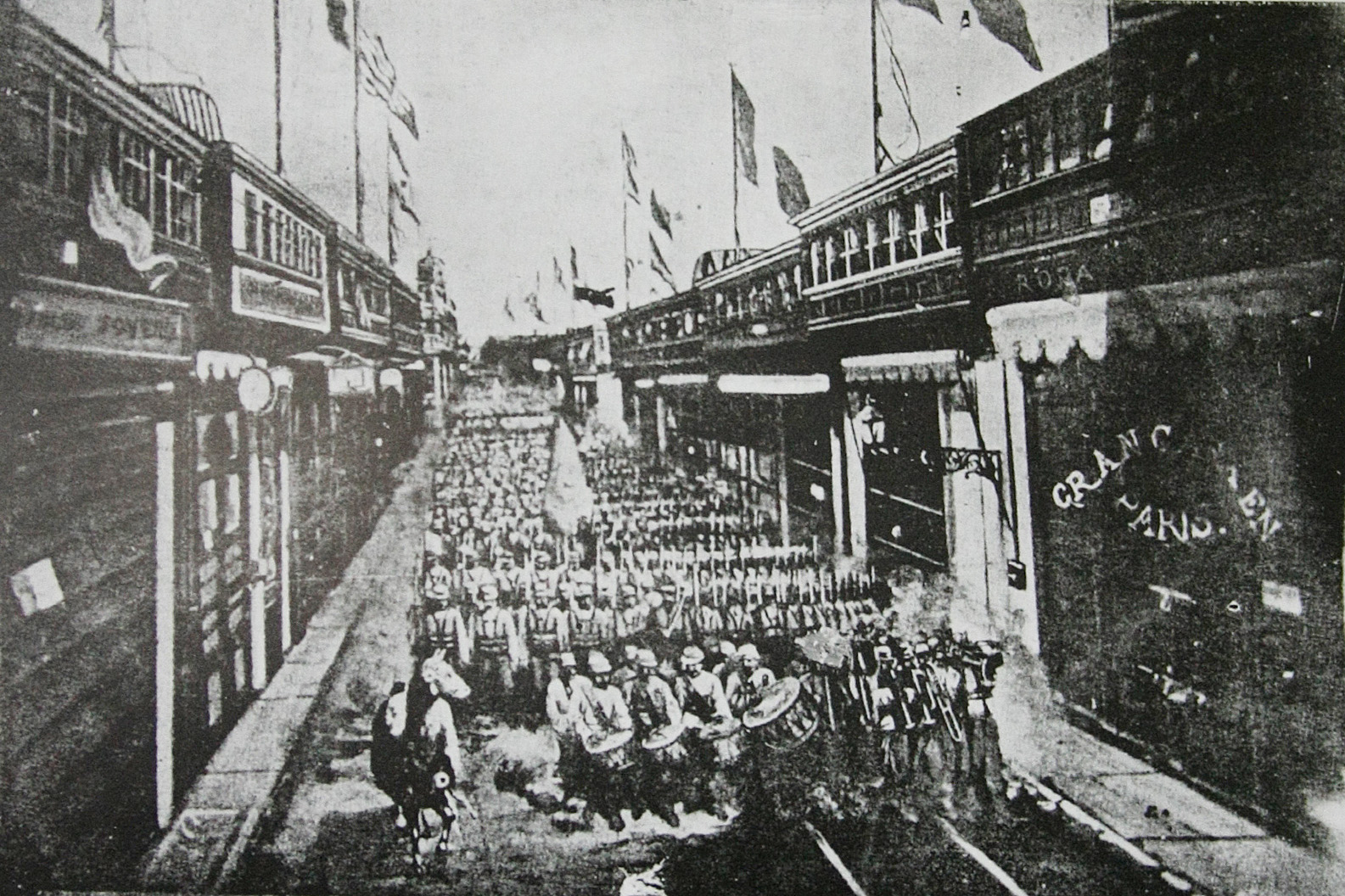
El Regimiento 1.º de Línea «Buin» entrando en Lima

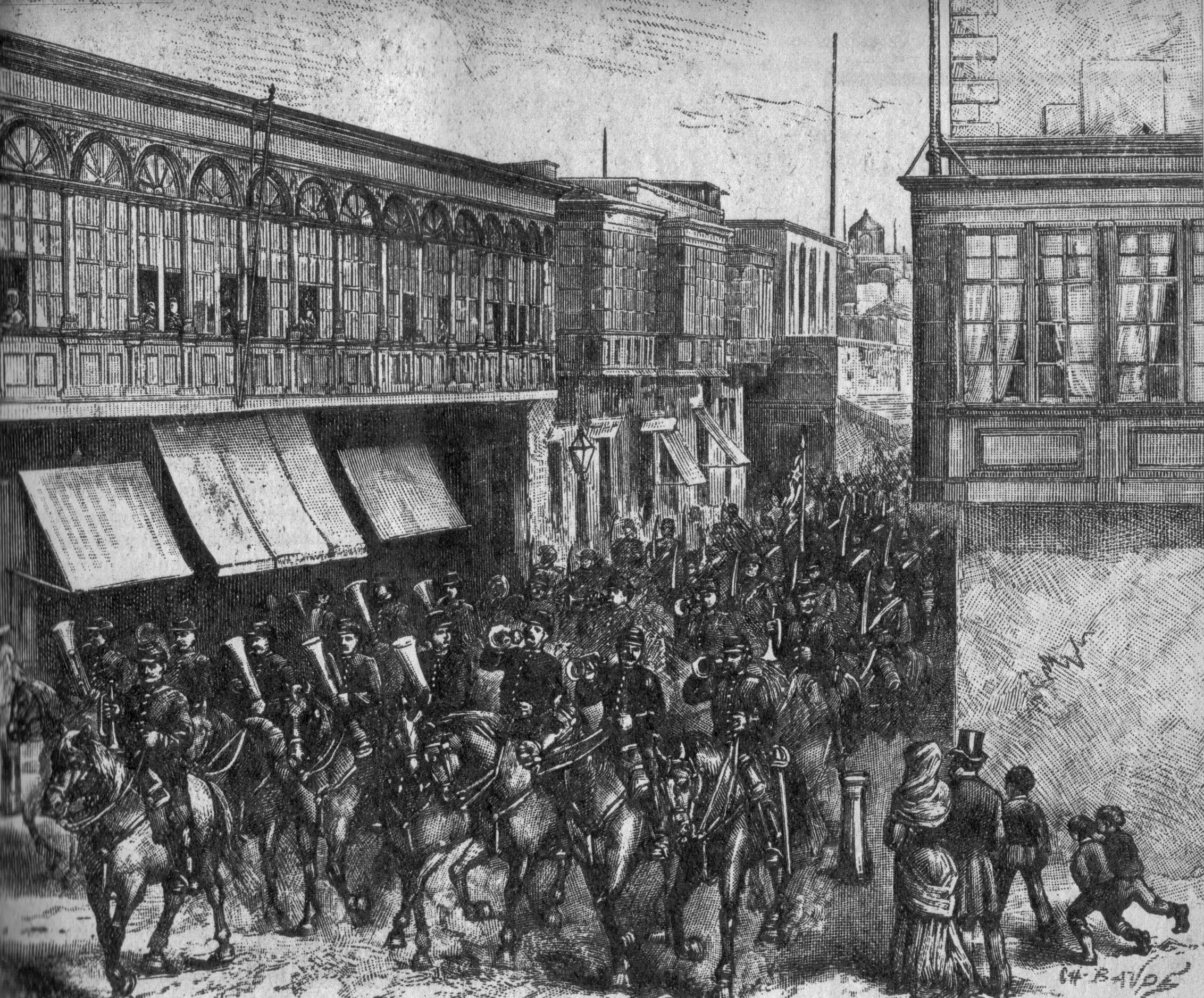
Tropas del Ejército de Chile entrando en Lima

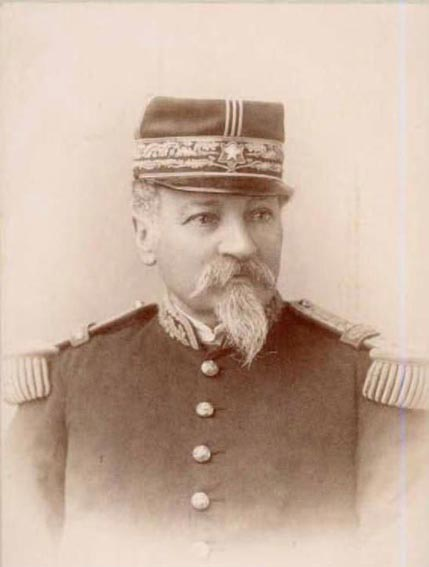
Emilio Sotomayor

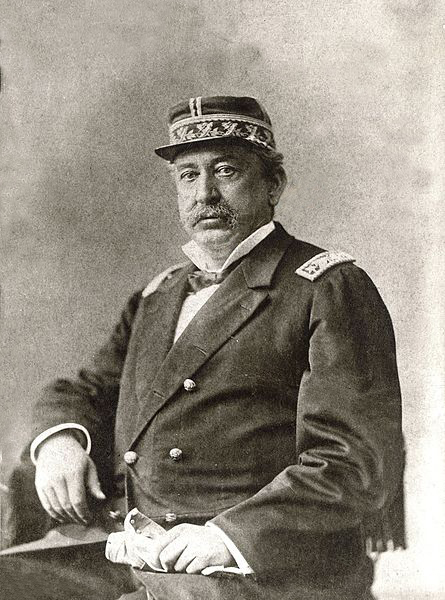
Pedro Lagos

Cerca de las 16:00 del lunes 17 de enero de 1881, las fuerzas de avanzada chilenas, con serenidad y sin ostentación, en perfecto orden y formación, ocuparon Lima:

A las 4 de la tarde empezó a entrar a Lima una parte escogida del ejército chileno, Lima parecía en ese momento un cementerio, nadie salió a las calles, salvo algunos extranjeros curiosos.
Manuel Jesús Vicuña, Carta política.

Dirigidos por el comandante de la II División coronel Emilio Sotomayor, entraron los regimientos 1.º de Línea Buin y Zapadores, el batallón Bulnes, los regimientos de caballería Granaderos y Cazadores a caballo, y una brigada de artillería. El Buin se dirigió a la penitenciaría; el Zapadores, al Cuartel de la Guardia Peruana; y el Bulnes, al Palacio de Pizarro.

En la tarde del lunes 17 entraron a Lima los primeros batallones chilenos, que la salvaron ocupándola, y [con] actitud digna, circunspecta y grave [...] El ejército de Chile hizo su entrada con una moderación que ponía de manifiesto la disciplina de los soldados y la sensatez de sus jefes.
Relato del ciudadano colombiano Vicente Holguín.

Parecía un día de gran fiesta. A la luz de un espléndido sol, banderas extranjeras de todas las naciones ondearon sobre la mayor parte de los techos, sobre casi todas las puertas de las tiendas completamente cerradas. Numerosísimas eran las legaciones, los consulados, las Cancillerías diplomáticas y consulares, los asilos para extranjeros. 'Es una ciudad de cónsules', dijo un soldado chileno entrando. Si un aeronauta venido de la luna hubiese visto a la ciudad así embanderada y en apariencia tranquila, no se hubiera imaginado que un ejército enemigo estaba entrando en ella. La marcha de la tropa chilena fue admirable por su orden, disciplina y contención, ni un grito, ni un gesto. Se diría que eran batallones que regresaban de ejercicios.
Pietro Perolari-Malmignati, Il Perù e i Suoi Tremendi Giorni (1878-1881): Pagine d'Uno Spettatore.

El martes 18 de enero, el general Manuel Baquedano entró con el grueso del ejército, que se estableció en los cuarteles de Lima y Callao (Real Felipe, Santa Catalina, Barbones y otros), en edificios públicos y privados. El coronel Pedro Lagos eligió la Biblioteca Nacional como cuartel de su batallón. Ese mismo día, la I División de Lynch se dirigió al Callao.

[L]os chilenos entraron el martes (al día siguiente que los desórdenes se aplacaron), en perfecto orden, constituyendo un gran espectáculo. Primero venían los 30 cañones Krupp con todas sus cureñas y servidores de las piezas, después dos regimientos de infantería y, finalmente tres regimientos de espléndida caballería. Las bandas tocaron música muy tranquila, ninguna canción nacional ni nada que pudiera ofender, y después de marchar alrededor de la plaza, los soldados se fueron tranquilamente a los cuarteles. La bandera chilena se ha izado ahora en el Palacio y todo está muy quieto.
Carta del ciudadano británico Robert Ramsay Sturrock.

### La ocupación militar

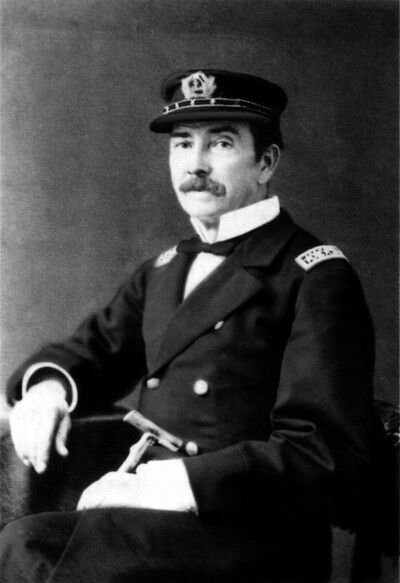
Patricio Lynch

La ocupación se prolongó desde el 17 de enero de 1881 hasta el 23 de octubre de 1883, cuando Miguel Iglesias asumió el gobierno de Perú. Tras el regreso de Baquedano a Chile, se sucedieron los generales Cornelio Saavedra y Pedro Lagos en el comando y gobierno de la ciudad; el 17 de mayo de 1881, el gobierno chileno designó al contraalmirante Patricio Lynch como general en jefe del ejército de operaciones y jefe político de Perú.
El 10 de marzo de 1881 las tropas chilenas comenzaron a ocupar varios recintos culturales, como la Biblioteca Nacional, que entonces poseía una cifra estimada de unos 35 000 a 50 000 volúmenes; la Universidad de San Marcos y otros —como el Colegio Guadalupe, el Colegio San Carlos, la Escuela de Ingenieros, la Escuela de Artes y Oficios, la Escuela Militar, la Imprenta del Estado, el Palacio de la Exposición, el Jardín Botánico, la Escuela de Minas y la Escuela de Medicina—, donde se incautaron miles de libros, muchos documentos del Archivo Nacional, obras de arte, instrumentos científicos y de enseñanza, y maquinarias, entre otros enseres, que fueron considerados botín de guerra. Según Jorge Huamán, historiador de la Biblioteca Nacional del Perú, la expoliación llevada a cabo por el ejército chileno fue «ordenada, prolija y con los cuidados necesarios»; por otro lado, hubo un saqueo ejecutado por coleccionistas y libreros peruanos que aprovecharon la situación para «obtener ediciones importantes y así quedárselas o venderlas».
A Chile arribaron por vía marítima, en dos envíos de la Intendencia General del Ejército, 103 grandes cajones y otros 80 bultos, que llegaron a la Universidad de Chile, siendo recibidos y catalogados por Ignacio Domeyko y Diego Barros Arana. En agosto de 1881, se publicó el inventario realizado bajo el título «Lista de libros traídos de Perú» en el Diario Oficial. En el trayecto a Chile, varios textos de la biblioteca se extraviaron porque la prioridad era el armamento, quedando un buen número en manos de privados.
A fines de noviembre de 1883, Ricardo Palma informó que quedaban poco más de 700 libros en la biblioteca y empezó a recolectar, junto con Ricardo Rossel y otros, casa por casa y personalmente, los que se hallaban en poder de particulares en Lima. En 1884, solicitó a Chile la devolución del material requisado, el cual tuvo eco en Santiago y, por orden del presidente Domingo Santa María, recibió la devolución de 10 000 libros para la Biblioteca de Lima. De todos modos, algunos libros peruanos permanecieron en Chile mucho después y los gobiernos de ambos países iniciaron conversaciones para su devolución. El 5 de noviembre de 2007, tras una investigación histórica, bibliográfica y de sus catálogos, la Dibam devolvió 3788 libros originalmente de propiedad de la Biblioteca de Lima, por los sellos y rúbricas estampados, y que se encontraban en la Biblioteca Nacional de Chile y en la Biblioteca Santiago Severín de Valparaíso. El 24 de marzo de 2008, el gobierno de Chile anunció también la devolución de 77 volúmenes y 32 manuscritos que fueron requisados durante la ocupación y que pertenecían al archivo de ministerios y del ejército del Perú.
Leyendas han difundido el rumor de que algunas estatuas ubicadas en el cerro Santa Lucía en Santiago, en la plaza de La Victoria en Valparaíso y en otros lugares habrían sido llevadas a Chile desde Perú; sin embargo, aquello es infundado por cuanto las esculturas en el cerro Santa Lucía datan de su remodelación en 1872, por iniciativa del intendente Benjamín Vicuña Mackenna, y las ubicadas en la plaza de La Victoria fueron encargadas a Francia por el intendente Francisco Echaurren García-Huidobro en 1875.
Por otro lado, las más ricas familias limeñas debieron pagar cupos de guerra a las fuerzas de ocupación para salvaguardar sus propiedades.

Lima vivía recogida en el orgullo reconcentrado de sus viejos recuerdos. La sociedad pasaba su tiempo encerrada en sus habitaciones, viendo pasar por entre los bastidores de sus ventanas esos uniformes odiados que le recordaban el deudo muerto, el hijo o el amigo ausente en el interior, sufriendo penalidades por seguir a un caudillo que les ofrecía una victoria segura [...]. Todo era mustio y triste en Lima. Sus damas de distinción, las representantes de su aristocracia de nobilísimos blasones, no salían de su domicilio sino para ir a las iglesias el domingo, y solamente allí se las veía desfilar, envuelto y casi cubierto el rostro con sus mantillas, como una protesta de aislamiento contra los invasores. La vida social estaba suspendida por completo. Ni teatros ni fiestas. En los hoteles y restaurants dominaban los oficiales chilenos, a los cuales vigilaba severamente el general en jefe. La vida era apacible y tan tranquila como podía serlo dada la situación de la ciudad. Lynch había impuesto el orden.
Gonzalo Bulnes, «Capítulo IV. El Perú a fines de 1881 - V. Lima durante la ocupación», Guerra del Pacífico.

### El gobierno peruano

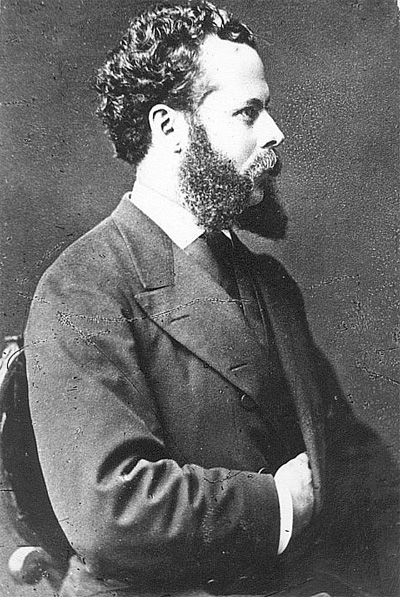
Nicolás de Piérola

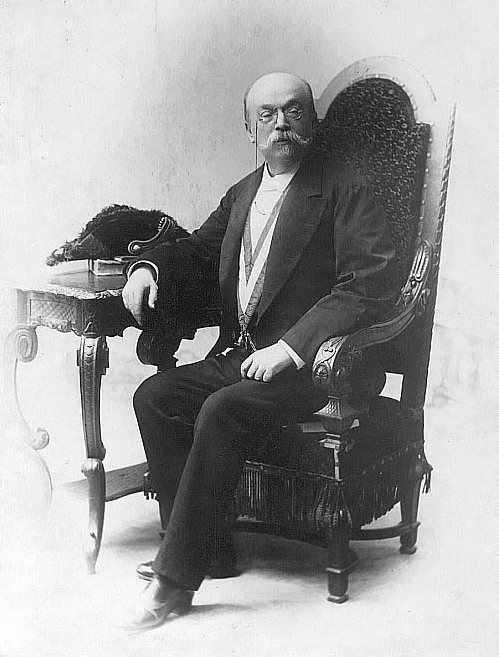
Francisco García-Calderón

El 22 de febrero de 1881, un grupo de notables eligió a Francisco García-Calderón como «presidente provisional» en el pueblo de la Magdalena, que quedó como territorio libre y fuera de la autoridad militar chilena. Posteriormente, el 5 de septiembre, el comandante en jefe del Ejército de Ocupación, Patricio Lynch, ordenó el desarme de las tropas acantonadas en Magdalena, Miraflores y Chorrillos, lo cual se verificó sin resistencia, quedando las armas y municiones en los cuarteles chilenos. Al negarse a firmar un tratado con desmembración territorial, García-Calderón fue apresado y deportado a Chile a bordo del blindado Cochrane el 6 de noviembre de 1881 —debido a esto, García-Calderón es conocido como «el presidente cautivo» en Perú—.
El 15 de noviembre, Francisco García-Calderón fue sucedido en el gobierno provisional por el contralmirante AP Lizardo Montero Flores, quien inició negociaciones con el Gobierno chileno —sin embargo, su negativa a la cesión de territorios lo obligó a trasladar el Congreso a Arequipa, donde continuó en funciones hasta el 28 de octubre de 1883—.
Por su parte, el gobierno de Nicolás de Piérola se encontraba en Ayacucho y no tuvo reconocimiento, por lo que dimitió en Tarma el 28 de diciembre de 1881 y partió a Europa.
Posteriormente, en el norte de Perú el 30 de diciembre de 1882, se autoproclamó como presidente Miguel Iglesias, quien inició conversaciones con el gobierno de Chile el 3 de mayo de 1883 y accedió a la cesión territorial.
El Tratado de Ancón fue suscrito el 20 de octubre de 1883 y ratificado por el Senado chileno en enero de 1884 y por el Senado peruano en marzo del mismo año.

## Divergencias historiográficas
Existen divergencias en la posición chilena sobre el saqueo en Lima. Para Sergio Villalobos, si bien existió un desvalijamiento de Lima por parte del Ejército de Chile, especialmente de la Biblioteca Nacional, la idea de un saqueo violento formaría parte de la mitología peruana. En el último capítulo de la serie de televisión Epopeya, Villalobos reiteró su postura, mientras que el también chileno Alfredo Jocelyn-Holt señaló que sí lo hubo.
La historiografía peruana enfatiza el saqueo y el vandalismo que las tropas chilenas infligieron sobre diversos establecimientos públicos y privados de Lima; asimismo, los historiadores peruanos resaltan los vejámenes que padecieron los limeños durante los años de ocupación.

## Aspectos culturales
El presbítero dominico José Luis Zelada A. (1829-1887) compuso la marcha triunfal «Entrada a Lima» (1881). Asimismo, tanto la campaña de Lima como la ocupación de la capital peruana son tema de varias cuecas, entre las que se pueden citar «Después de que dentré [sic] a Lima», «Diez cabos con diez varillas», «Gritaron humos al norte», «Me fui a pelear a la guerra», «Revuelve el caballo el indio» y «Toca cholo tu matraca».